# Wincenty Kiełbasa
Wincenty Kiełbasa właściwie Wincenty Gosławski zwany Kiełbasa herbu Nałęcz (ur. ok. 1425 – zm. 7 listopada 1478 lub 11 maja 1479) – biskup chełmiński w 1467 roku, biskup nominat warmiński, kanonik gnieźnieński w latach 1464–1468, kanonik włocławski w 1466 roku, sekretarz królewski, sekretarz kancelarii królewskiej w 1466 roku, prepozyt wiślicki w 1465 roku, kanclerz poznański w 1459 roku, w kapitule od 1459 roku, kanonik krakowski i prepozyt kurzelowski w 1464 roku, notariusz kancelarii królewskiej w latach 1456–1460.

## Życiorys
Bakałarz Akademii Krakowskiej w 1453 roku. Zgromadził kilka godności kościelnych, był kanonikiem gnieźnieńskim, poznańskim i krakowskim oraz prepozytem wiślickim. Zaliczał się do grona sekretarzy króla Kazimierza Jagiellończyka; uczestniczył w rokowaniach pokojowych kończących wojnę trzynastoletnią.
W 1466 otrzymał nominację na biskupa chełmińskiego (od króla Polski) oraz pomezańskiego (od wielkiego mistrza zakonu krzyżackiego). Udał się do Rzymu, aby uzyskać zatwierdzenie papieskie (otrzymał je 1 kwietnia 1467); przyjął w Rzymie sakrę biskupią (18 kwietnia 1467). Wincenty Kiełbasa, jako biskup chełmiński, rezydował na zamku w mieście Lubawa.
W 1467, po śmierci biskupa warmińskiego Pawła Legendorfa, kapituła warmińska wybrała w jego miejsce Mikołaja Tungena. Wyboru tego nie uznał Kazimierz Jagiellończyk, wyznaczając na następcę Legendorfa Wincentego Kiełbasę. Kiełbasa objął rządy w diecezji, jednak ostatecznie to Tungen został zatwierdzony na warmińskiej stolicy biskupiej przez papieża; Kiełbasa pod karą ekskomuniki zrezygnował z roszczeń.